# BMW 326
La 326 è un'autovettura di fascia alta prodotta dal 1936 al 1941 dalla Casa automobilistica tedesca BMW.

## Storia e profilo
Il progetto che stava alla base della realizzazione della 326 cominciò già nel 1934, quando i vertici della BMW decisero di creare una vettura di gamma alta per una clientela sempre più esigente. In realtà, la prima BMW ad approdare in tale fascia sarebbe stata la 319, tecnicamente meno raffinata, ma ancora in grado di soddisfare la clientela, grazie soprattutto ai successi in campo sportivo. Ma la vera vettura di fascia alta, tecnicamente e stilisticamente più moderna, doveva ancora arrivare. La sua presentazione avvenne il 15 febbraio del 1936 in occasione del Salone di Berlino: nacque così la BMW 326.

### Caratteristiche
L'importanza storica della 326 stava nel fatto che fu la prima BMW a lanciare la sfida commerciale alla Mercedes-Benz, fino a quel momento padrona assoluta in Germania per quanto riguardava le vetture tedesche di fascia alta e di lusso. Fu la prima a mettere in discussione tale egemonia commerciale e ad accendere una rivalità commerciale che dura ancor oggi. Per affrontare ad armi pari il marchio della stella, però, occorreva attuare qualche piccola rivoluzione. E fu per questo che il corpo vettura venne dotato di quattro porte, per la prima volta nella storia della casa bavarese. Fino a quel momento le berline BMW erano state tutte prodotte con carrozzeria a due porte. Sul piano del design, la vettura si dimostrò assai valida, a tal punto da essere utilizzata anche dopo la guerra da alcuni costruttori inglesi (Frazer Nash e Bristol) che acquisirono la licenza di produzione della 326. Tale linea seguiva i canoni stilistici in voga a partire dalla metà degli anni trenta, e che consistevano in morbide e sinuose linee aerodinamiche e sfuggenti. Il corpo vettura della 326, fra l'altro, ben si sposava con il disegno della calandra a doppio rene e funse tra l'altro anche da modello per la realizzazione della carrozzeria delle BMW 329 e 320, con passo ridotto rispettivamente di 47 e 12 cm. Altra caratteristica stilistica della 326 fu costituita dai paraurti suddivisi in due parti, sia davanti che dietro.
Ma a differenza di questi ultimi modelli, la 326 fu realizzata a partire da un telaio nuovo, una struttura in scatolati di acciaio in luogo della struttura con longheroni e traverse a sezione ovale usata nei modelli immediatamente precedenti. Il comparto sospensivo prevedeva un avantreno ad assale oscillante a bracci trasversali e a balestra trasversale, oltre ad un retrotreno ad assale rigido con barre di torsione longitudinali. L'impianto frenante era inoltre di tipo idraulico, anche in questo caso una prima assoluta per la BMW, visto che gli impianti frenanti dei precedenti modelli erano tutti azionati a cavo. In ogni caso, anche qui a frenare le ruote pensavano quattro tamburi. Per quanto riguarda il motore, la progettazione fu affidata all'ingegner Rudolph Schleicher, il quale partì prendendo come base l'unità da 1,9 litri della 319 e procedette ad una leggera rialesatura, sufficiente per raggiungere i 1971 cm3 e quindi la soglia dei 2 litri necessaria per accedere ad una nuova fascia di mercato, quella che poteva permettere l'ingresso della BMW fra i costruttori d'élite. Tale propulsore, sempre del tipo ad asse a camme laterale, erogava una potenza massima di 50 CV, sufficienti per spingere un corpo vettura di poco più di 11 quintali a vuoto ad una velocità di 115 km/h, non molti in realtà, appena superiori a quelle della contemporanea 329. Il cambio era manuale a 4 marce, con sincronizzazione su terza e quarta marcia.

### Carriera commerciale

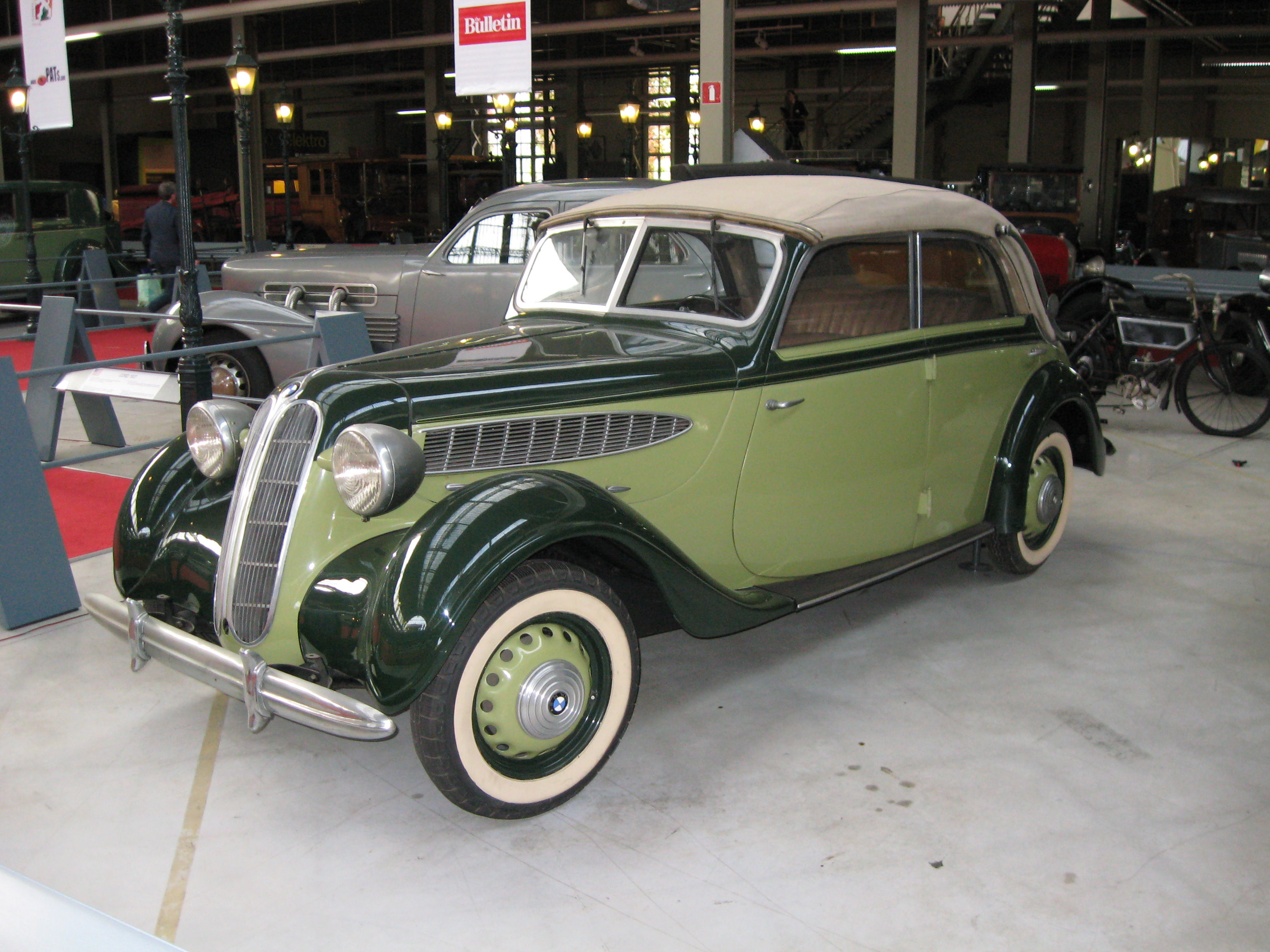
Una BMW 326 cabriolet

La commercializzazione della BMW 326 fu avviata pochi mesi dopo la sua presentazione, a maggio. Nello stabilimento di Eisenach venne costruita solo la 326 con carrozzeria berlina, ma di fatto il listino si arricchì ben presto di una variante cabriolet, realizzata però da altre carrozzerie. Il successo per la 326 non tardò ad arrivare, nonostante le prestazioni non fossero esattamente esaltanti. Ciò che attirò il pubblico furono in realtà le doti di comfort e di eleganza, talmente elevate da far passare in secondo piano tutto il resto. Non vi furono aggiornamenti significativi alla gamma, che rimase invariata fino al 1941, anno in cui la vettura venne tolta di produzione. La 326 fu prodotta complessivamente in 15.936 esemplari, facendo di questo modello il più prodotto nella gamma BMW d'anteguerra.
Il successo della 326 spinse la Casa tedesca a proporre nuovi modelli da essa derivati. Nacquero così la 328, artefice di numerose vittorie in campo sportivo, e la 327, versione prestazionalmente brillante della 326, ma non disponibile come berlina. Quanto alla 326, essa continuò ad essere venduta con successo fino al 1941, alcuni esemplari vennero addirittura prodotti nell'immediato dopoguerra, quando lo stabilimento di Eisenach passò sotto il controllo militare sovietico. Storicamente, la 326 avrebbe avuto quindi due eredi: la EMW 340, prodotta e commercializzata oltrecortina, e la BMW 501, prodotta invece a Monaco di Baviera.

### La326nel dopoguerra
Fra il 1945 ed il 1946, la Germania venne ripartita fra le potenze vincitrici: la città di Eisenach, dove aveva sede lo stabilimento BMW destinato alla produzione automobilistica, venne assegnato all'Unione Sovietica assieme a tutta la Turingia e alle regioni orientali della Germania orientale. Lo stabilimento venne presidiato dalle autorità sovietiche che ne requisirono i progetti facendoli propri in maniera abusiva e dando inizio ad una produzione illegale della 326, che venne denominata 326/2. La casa bavarese naturalmente intentò una causa legale alle autorità sovietiche, vincendola e costringendo la direzione dello stabilimento di Eisenach a cessare la produzione abusiva della 326, oltre che della 321 (ridenominata 321/2). I dati relativi alla produzione della 326/2 sono incerti, ma sicuramente la produzione ammontò a pochissimi esemplari, circa una ventina, prima di dover interrompere la produzione stessa. Meccanicamente la 326/2 era identica alla 326 d'anteguerra.